# 芒特弗農 (印第安納州)
芒特弗農（英語：Mount Vernon）是一個位於美國印第安納州波西縣的城市。根據2010年美國人口普查，該地人口為6687人，而該地的面積約為7.46平方千米。同時該地也是波西縣的縣治。

## 地理
芒特弗農的座標為37°56′12″N 87°53′56″W / 37.93667°N 87.89889°W，而該地的平均海拔高度為121米（即397英尺）。